# Henri Duvillard (homme politique)
Pour les articles homonymes, voir Henri Duvillard et Duvillard.
 (mars 2019).
Si vous disposez d'ouvrages ou d'articles de référence ou si vous connaissez des sites web de qualité traitant du thème abordé ici, merci de compléter l'article en donnant les références utiles à sa vérifiabilité et en les liant à la section « Notes et références ».
Henri Duvillard est un homme politique français, né le 3 novembre 1910 à Luxeuil-les-Bains (Haute-Saône) et mort le 16 juillet 2001 à Paris.

## Biographie
Il suit l’École hôtelière de Grenoble.
Engagé dans la Résistance (réseau Turma-Vengeance), il est chef des corps francs du Nord du Loiret.

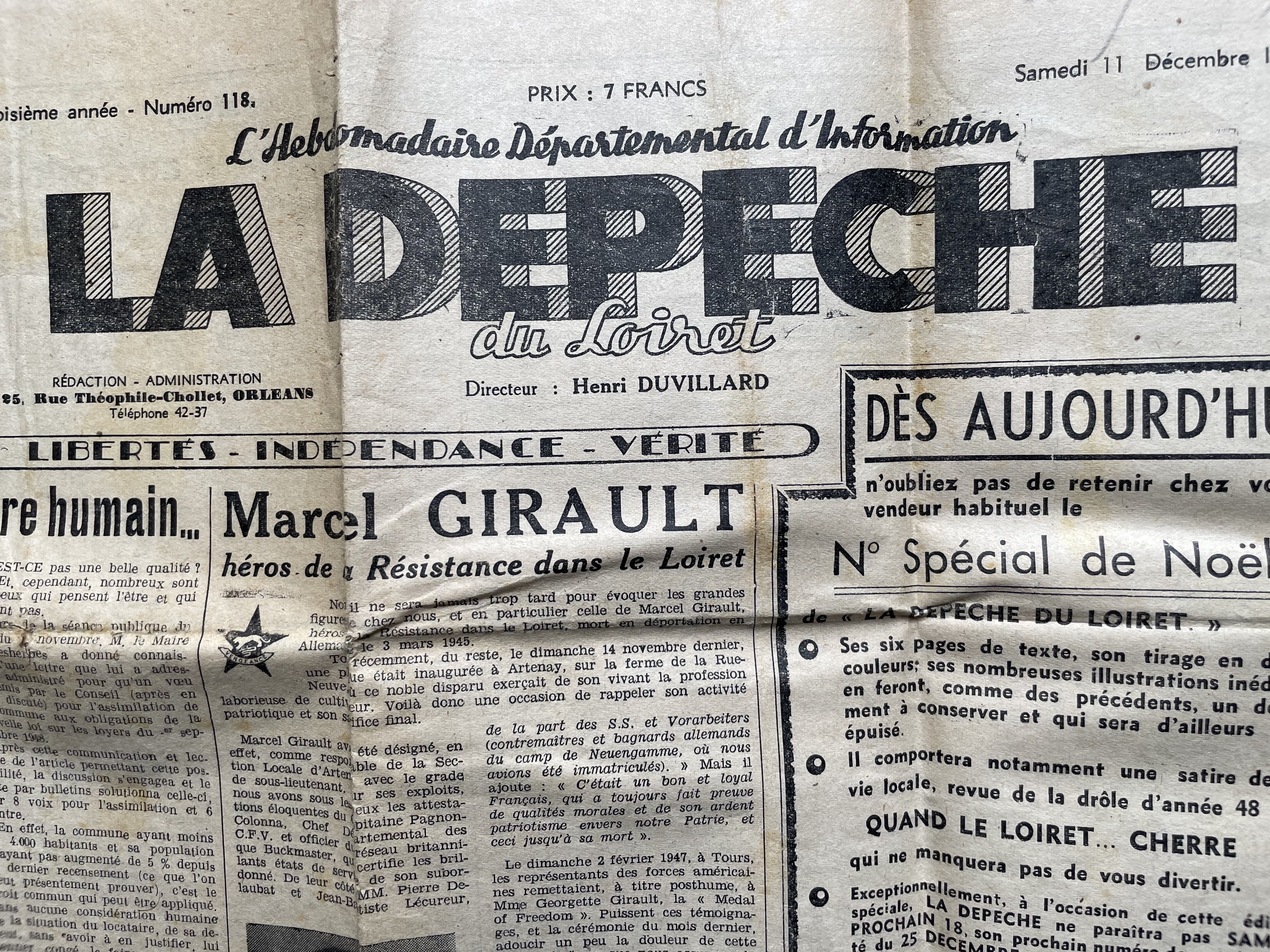
Une du journal dirigé par Henri Duvillard

Directeur de l'hebdomadaire La Dépêche du Loiret de 1947 à 1952, puis des relations publiques aux Papeteries de France, il est également membre de plusieurs cabinets ministériels entre 1954 et 1957 (Défense, Industrie).
Il est élu député du Loiret en 1958 et siège à l’Assemblée nationale jusqu’en 1978 sous les diverses étiquettes gaullistes (UNR, UNR-UDT, UD-Ve République, UDR).
Ministre des Anciens combattants et Victimes de guerre du 6 avril 1967 au 5 juillet 1972 dans les gouvernements de Georges Pompidou, Maurice Couve de Murville et Jacques Chaban-Delmas.
Il préside le Comité national du Mémorial du général de Gaulle à Colombey les Deux Églises (Haute-Marne).
Il est enterré au cimetière de Colombey-les-Deux-Églises.

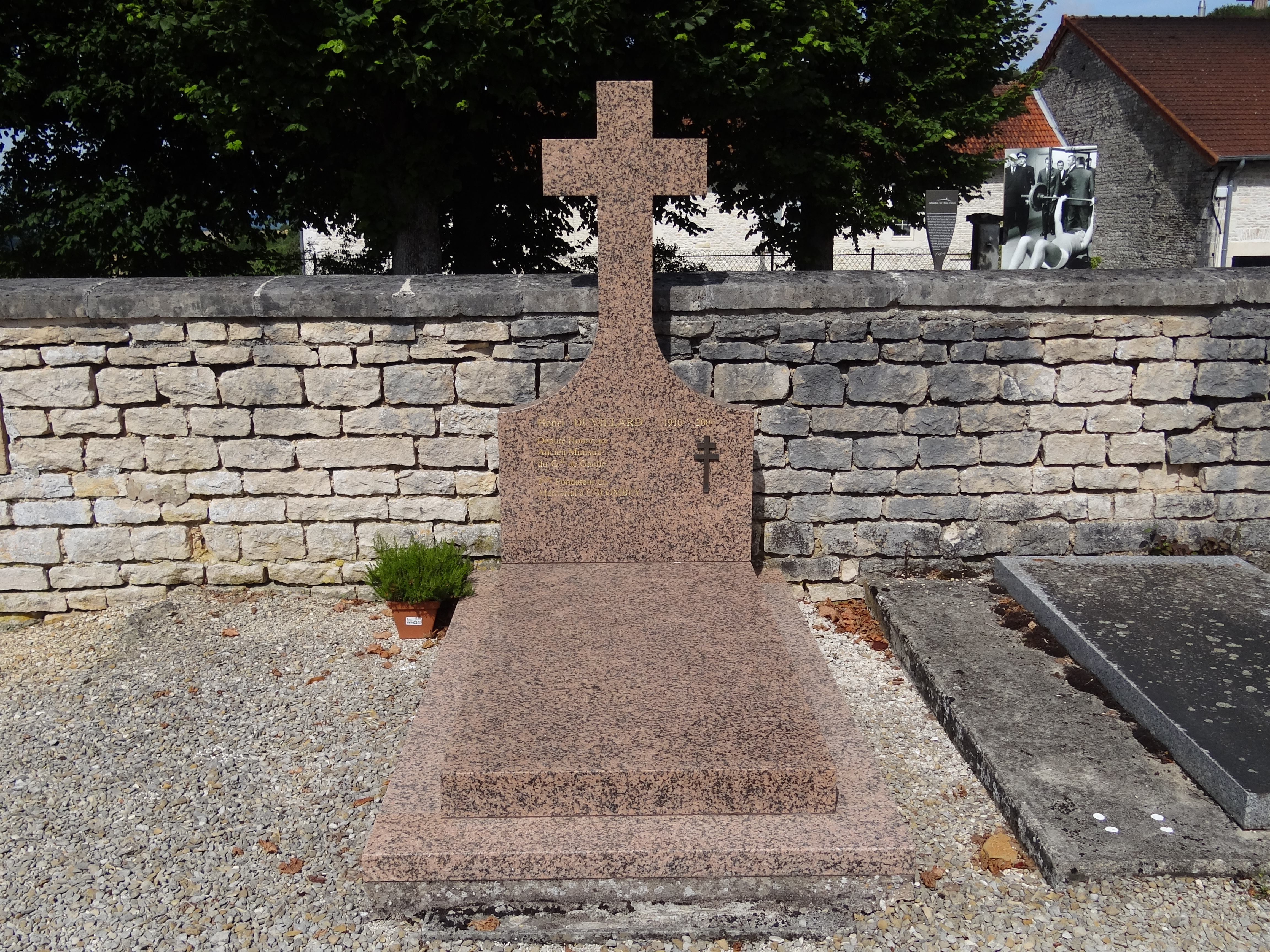
La tombe d'Henri Duvillard au cimetière de Colombey-les-Deux-Églises (Haute-Marne).

## Décoration
- Médaille de la Résistance française (31 mars 1947)[2]
- Chevalier dans l’Ordre national de la Légion d'honneur
- Médaille militaire
- Croix de guerre 1939-1945 (France)
- Croix du combattant volontaire
- Croix du combattant volontaire de la Résistance

## Hommages
La ville d'Orléans fait installer une stèle, qui rappelle ses activités en tant que résistant et au gouvernement français, sur la Place du Général de Gaulle.
Le 27 novembre 2009, la ville d'Orléans décide de nommer une nouvelle rue, la Rue Henri Duvillard située dans la ZAC de Sonis (inaugurée quinze ans plus tard, en juin 2024).